# Niente da nascondere
Niente da nascondere (Caché) è un film del 2005 diretto da Michael Haneke.
La pellicola ha ricevuto diversi riconoscimenti, tra i quali il premio per la miglior regia al 58º Festival di Cannes.

## Trama
La vita di Georges, conduttore di un popolare programma televisivo di cultura, è disturbata dall'arrivo di alcune videocassette, che mostrano dei momenti della sua famiglia all'ingresso e all'uscita della loro abitazione, filmati a loro insaputa, oltre a disegni inquietanti e di oscura interpretazione. 
A poco a poco il contenuto delle cassette diviene più personale lasciando supporre che il mittente conosca Georges da tempo. 
Appreso che la polizia non può aiutarlo più di tanto, Georges comincia ad indagare seguendo l'unica pista che col passare del tempo appare sempre più concreta: gli strani disegni dal tratto puerile hanno infatti risvegliato nell'uomo il ricordo di Majid, un bambino che la sua famiglia avrebbe voluto adottare, una volta che lo stesso era rimasto orfano per la morte misteriosa dei genitori, affezionati domestici della sua famiglia, durante il massacro di Parigi del 1961. Georges aveva sei anni e, per gelosia nei confronti di Majid disse delle bugie per metterlo in cattiva luce nei confronti dei genitori, finché questi non decisero di mandarlo in orfanotrofio.
Quando un ulteriore indizio di una cassetta lo porta nell'attuale abitazione popolare di Majid, Georges è convinto che questi gli stia servendo una fredda vendetta e lo minaccia. L'incontro è filmato all'insaputa dei due e la cassetta è inviata alla moglie Anne e al suo capo. Così Georges deve dire finalmente tutta la verità alla moglie, mentre sul lavoro cerca di giustificarsi spiegando di essere stato minacciato e che risolverà presto la questione.
Intanto il figlio Pierrot scompare per una notte facendo pensare ad un rapimento quando invece era andato a casa di un amico senza dire niente. Majid e il figlio vengono però portati in commissariato e interrogati per questo. Pierrot dimostra poi uno strano risentimento nei confronti della madre, che accusa di avere una relazione con Pierre, un amico di famiglia.
Chiamato da Majid, George accorre a casa sua dove l'uomo, assicurandogli l'estraneità alla vicenda di persecuzione, si toglie la vita sgozzandosi, precisando di farlo volutamente di fronte a lui. Georges è scioccato. Il giorno seguente il figlio di Majid lo cerca sul suo posto di lavoro, e dopo uno scambio molto teso gli dice che voleva solo sapere come si sentisse una persona responsabile della morte di un uomo.
Nell'ultima scena si vede l'esterno della scuola di Pierrot e si intravede il ragazzo dialogare all'uscita con il figlio di Majid, come se i due si conoscessero.

## Riconoscimenti
- Festival di Cannes 2005
  - Premio per la miglior regia
  - Premio FIPRESCI
  - Premio della giuria ecumenica
- 2005 - European Film Awards
  - Miglior film
  - Miglior regista
  - Miglior attore (Daniel Auteuil)
  - Miglior montaggio
- 2005 - Seminci
  - Premio 50º anniversario
- Premi Lumière 2006
  - Migliore sceneggiatura
- British Independent Film Awards 2006
  - Miglior film straniero

L'autorevole rivista del British Film Institute Sight & Sound l'ha indicato fra i trenta film chiave del primo decennio del XXI secolo.